# يوسف خان كندي
يوسف‌ خان كندي هي قرية في مقاطعة مشكين شهر، إيران. عدد سكان هذه القرية هو 124 في سنة 2006.